# Holonuncia weejasperensis
Holonuncia weejasperensis is een hooiwagen uit de familie Triaenonychidae.